# Anthony Mason (1987)
Anthony Mason jr. (Jacksonville, 25 gennaio 1987) è un ex cestista statunitense, professionista nella NBA, in Asia, Europa e Sudamerica.

## Carriera
Ala di 201 cm, ha giocato nei massimi campionati del Bahrein, del Giappone e del Venezuela, oltre che nella NBDL. È figlio di Anthony Mason sr.